# Новолобінський
Новолобінський (рос. Новолобинский) — селище у Краснозерському районі Новосибірської області Російської Федерації.
Входить до складу муніципального утворення Лобінська сільрада. Населення становить 3 особи (2010).

## Історія
Згідно із законом від 2 червня 2004 року органом місцевого самоврядування є Лобінська сільрада.

## Населення
| 2002 | 2007 | 2010 |
| ---- | ---- | ---- |
| 50   | ↘27  | ↘3   |